# حرکت نکن (فیلم)
حرکت نکن (به انگلیسی: Don't Move) یا بی‌حرکت فیلمی محصول سال ۲۰۰۴ و به کارگردانیسرجو کاستلیتو است. در این فیلم بازیگرانی همچون پنه‌لوپه کروز، سرجو کاستلیتو، کلاودیا جرینی، مارکو جالینی و آنجلا فینوکیارو ایفای نقش کرده‌اند.